# Nobiskruger Nr. 3
Der Nobiskruger Nr. 3 ist ein Mehrzweck-Küstenmotorschiffstyp der Nobiskrug-Werft in Rendsburg.

## Geschichte
Um nach dem Auslaufen der erfolgreichen Baureihe Typ Rendsburg jeweils kostengünstige Serienschiffe anbieten zu können, entwarf die Werft Nobiskrug Mitte der 1970er Jahre drei Bautypen, die als Paragraphenschiffe in den drei Vermessungsgrößen 499 BRT, 999 BRT und 1599 BRT ausgelegt waren und Nobiskruger Nr. 2, Nobiskruger Nr. 3 und Nobiskruger Nr. 4 benannt wurden. Sie schlossen in ihrer Benennung an die in den 1930er Jahren sehr erfolgreichen Serienschiffe des Typs "Ich Verdiene" an, auch Nobiskruger Nr. 1 genannt wurden. Für die 1978 vorgestellten drei neuen Typen erhielt die Werft Bauaufträge von verschiedenen Reedereien und stellte von 1977 bis Ende 1981 insgesamt zwölf Einheiten der Typen 2 und 3 fertig. Der Typ Nr. 4 wurde nicht bestellt.
Der Typ Nr. 3 wurde in sieben Einheiten, zunächst drei Einheiten für Friedrich Beutelrock in Lübeck, danach drei weitere für die Reederei Harald Osterwisch Schiffahrt in Hamburg und ein weiteres Schiff für die Hanse-Schiffahrtsgesellschaft in Lübeck gebaut. Die ersten zwei Einheiten wurden bald nach Ablieferung verlängert, die Ymir und die Njörd wurden bereits ab Werft als verlängerte Variante abgeliefert. Letztere hatten dabei die Besonderheit, dass das Hinterschiff verlängert und hinter dem Deckshaus über der Poop zusätzliche Containerstellplätze eingerichtet waren. Anfangs wurden die Schiffe auf europäischen Containerzubringerdiensten und in der Holzfahrt eingesetzt, heute findet man die verbliebenen und zum Teil umgebauten Schiffe weltweit in der Küstenfahrt.

## Technik
Der Basisentwurf des Typs Nr. 3 wurde mit eisverstärktem Rumpf, Laderaumschotten und anderen Ausstattungen angeboten. Innerhalb der Baureihe werden keine Untertypen unterschieden, obwohl werftseitig zum Teil unterschiedliche Transportkapazitäten und verschiedene Anpassungen angeboten wurden. Die ganz achtern angeordneten Deckshäuser wurden vibrationsdämpfend auf Gummilagern aufgestellt. Der weitestgehend kastenförmige Laderaum mit geringem Unterstau der Schiffe hat einen Getreide-Rauminhalt von rund 5523 m³. Die Laderäume sind für den Transport von 108 Containern und Gefahrgutcontainern ausgerüstet, auf die serienmäßige Ausrüstung mit Cellguides wurde aber verzichtet. Durch die Form der Laderäume ist der Schiffstyp auch in der Zellulose- oder Paketholzfahrt einsetzbar. Darüber hinaus ist die Tankdecke für die Stauung von Schwergut verstärkt. Es wurden schwergutverstärkte hydraulisch betätigte Faltlukendeckel und Pontonlukendeckel für das Zwischendeck verwendet. Die Schiffe der Baureihe besaßen eine Containerkapazität von 224 20-Fuß-Standardcontainer (TEU). Alle Schiffe der Baureihe wurden werftseitig ohne Ladegeschirr abgeliefert.
Angetrieben werden die Schiffe des Typs Nr. 3 von Viertakt-Dieselmotoren mit rund 2000 PS, die auf einen Verstellpropeller wirken. Die An- und Ablegemanöver werden durch ein Bugstrahlruder unterstützt.
Die Schiffe konnten beim Bau als Volldecker mit geringerer Vermessung bei reduziertem Tiefgang von 4,42 m und einer Tragfähigkeit von 2575 Tonnen oder als Freidecker mit höherem zulässigen Tiefgang von 4,92 m und höherer Tragfähigkeit von 3100 Tonnen gefahren werden.

## Die Schiffe
| Nobiskruger Nr. 3                  | Nobiskruger Nr. 3 | Nobiskruger Nr. 3 | Nobiskruger Nr. 3                                  | Nobiskruger Nr. 3                     | Nobiskruger Nr. 3 |
| Bauname                            | Bau- nummer       | IMO- Nummer       | Kiellegung Stapellauf Ablieferung                  | Auftraggeber                          | Umbenennungen und Verbleib |
| ---------------------------------- | ----------------- | ----------------- | -------------------------------------------------- | ------------------------------------- | --- |
| Donar                              | 698               | 7818511           | 20. November 1978 19. März 1979 20. April 1979     | Friedrich Beutelrock, Lübeck          | 1980 verlängert, 1991 Minara, 1992 Yan Xing, 1996 Sheng Run, 2004 Cheng Gong 29, 2005 Zhong Da No.8, 2009 Sun Express, am 3. April 2010 auf einer Reise mit Stückgut von Chaozhou nach Hongkong auf Position 22,29°N; 115,43°E gesunken. |
| Thiassi                            | 699               | 7818523           | 15. Januar 1979 6. April 1979 16. Juni 1979        | Friedrich Beutelrock, Lübeck          | 1980 verlängert, 1988 Le Yu Quan, so in Fahrt. |
| Ymir                               | 700               | 7920584           | 15. Oktober 1979 23. Februar 1980 8. Mai 1980      | Friedrich Beutelrock, Lübeck          | 1992 Katrina, 1994 Lian Mao, 2004 Nan Tai 21, so in Fahrt. |
| Heidkamp                           | 702               | 8007145           | 27. Februar 1980 5. Juni 1980 18. Juli 1980        | Harald Osterwisch Schiffahrt, Hamburg | In Fahrt als Belgica, 1987 Fareast Wealth, 1988 Min Mao, 1997 Asian Glory 1, 1997 Martapura Pioneer, 1998 Southern Express, 2007 Amaana, 2010 West Ocean 2, so in Fahrt.                                                                 |
| Lusitania                          | 703               | 8007157           | 10. April 1980 12. Juli 1980 1. Oktober 1980       | Harald Osterwisch Schiffahrt, Hamburg | 1988 Nova, 1993 Prime Velvet, 2000 Swan, 2004 Nijord, ab 24. November 2010 durch Kursan in Aliağa verschrottet. |
| Haldem                             | 704               | 8007169           | 4. Juni 1980 27. September 1980 November 1980      | Harald Osterwisch Schiffahrt, Hamburg | In Fahrt als Algeria, 1989 Qin Tai, 1995 Fareast Bonnie, 1997 Asian Glory II, 1999 Southern Moana, 2002 Melia Express, 2008 LAE Express, so in Fahrt.                                                                                    |
| Njörd                              | 709               | 8105090           | 30. April 1981 3. September 1981 10. Dezember 1981 | Hanse Schiffahrtsgesellschaft, Lübeck | 1981 City of Oporto, 1985 Njörd, 1986 Manchester Prince, 1989 Njörd, 1992 Carolin, 1999 Regulus, 2003 Regina Magdalena, ab 7. April 2011 in Tallinn verschrottet.                                                                        |
| Daten: Equasis, Miramar Ship Index |                   |                   |                                                    |                                       | |